# Milešići
Milešići (en cyrillique : Милешићи) est un village de Bosnie-Herzégovine. Il est situé sur le territoire de la Ville de Tuzla, dans le canton de Tuzla et dans la fédération de Bosnie-et-Herzégovine. Selon les premiers résultats du recensement bosnien de 2013, il compte 1 065 habitants.

## Géographie
Le village est situé sur les bords du Mramorski potok, un affluent de la rivière Jala.

## Démographie

### Évolution historique de la population dans la localité
| 1948 | 1953 | 1961 | 1971 | 1981 | 1991 | 2013  |
| ---- | ---- | ---- | ---- | ---- | ---- | ----- |
| -    | -    | 350  | 584  | 711  | 921  | 1 065 |

|  |